# Династия Андруэ Дюсерсо

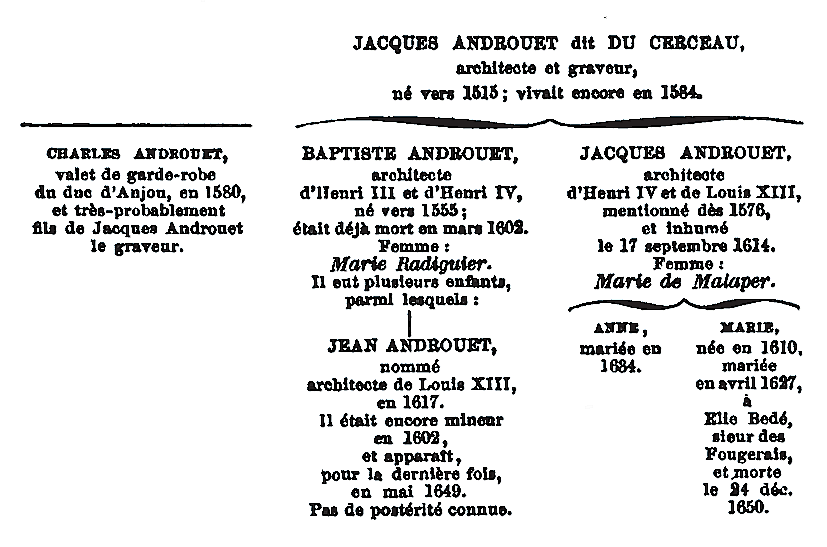
Генеалогия рода Андруэ Дюсерсо

Андруэ Дюсерсо́ (фр. Androuet du Cerceau) — французский род протестантов и знаменитых архитекторов эпохи возрождения. Фамилия происходит от золотого обруча (cerceau) — эмблемы таверны, которую держал в Париже родоначальник их семьи.
- Андруэ Дюсерсо, Жак I (Jacques Ier; 1515—1585) — архитектор. Из его сыновей и внуков прославились:
  - Батист (Baptiste; 1544—1602) — старший сын, архитектор;
  - Жак II (Jacques II; 1550—1614) — младший сын, архитектор.

- Жан (Jean; 1585—1649) — архитектор, сын Батиста.

К семье принадлежал:
- Саломон де Бросс (Salomon de Brosse; 1565/1571-1626) — самый влиятельный французский архитектор начала XVII века, представитель маньеризма.